# Hyperacrius fertilis
Hyperacrius fertilis är en däggdjursart som först beskrevs av Frederick W. True 1894.  Hyperacrius fertilis ingår i släktet Hyperacrius och familjen hamsterartade gnagare. Inga underarter finns listade i Catalogue of Life.
Kroppslängden (huvud och bål) är 87 till 111 mm, svanslängden är 19 till 28 mm och vikten varierar mellan 21 och 23 g. Med bålen som liknar en tunna, med den korta halsen och med det robusta huvudet är arten bra anpassad för ett underjordiskt liv. Den mjuka och täta pälsen har på ryggen en mörkbrun till svart färg och den blir lite ljusare fram till sidorna. Undersidans päls har en grå färg med ljusbruna nyanser. Svansen är bra täckt med hår och längre hår vid spetsen bildar en liten tofs. Djuret har små ögon och små öron.
Denna gnagare förekommer i norra Pakistan och i angränsande områden av Indien. Den vistas i regioner som ligger 2400 till 3600 meter över havet. Habitatet utgörs av tempererade skogar, buskskogar och bergsängar. Individerna är aktiva på dagen och äter främst växtdelar.
Mellan våren och sommaren förekommer 2 eller 3 kullar. Hyperacrius fertilis skapar underjordiska bon och den håller ingen vinterdvala. Födan utgörs främst av rötter och lökar samt av gräs. Individerna lever vanligen ensam men ibland ligger flera bon intill varandra vad som liknar en koloni.
Intensivt bruk av betesmarker och nya samhällen kan påverka gnagaren negativ. Storleken av utbredningsområdet uppskattas med 2000 km². IUCN kategoriserar arten globalt som nära hotad.